# Michaił Swietin
Michaił Siemionowicz Swietin (ros. Михаи́л Семёнович Све́тин; ur. 11 grudnia 1929, zm. 2015) – radziecki i rosyjski aktor filmowy oraz głosowy. Ludowy Artysta Federacji Rosyjskiej (1996). Pochowany na Cmentarzu Serafimowskim w Petersburgu.

## Wybrana filmografia

### Filmy fabularne
- 1981: Agonia
- 1990: Prywatny detektyw, czyli operacja „Kooperacja”

### Filmy animowane
- 1982: Alicja po drugiej stronie lustra jako Biały Król

## Odznaczenia
- Ludowy Artysta Federacji Rosyjskiej (1996)
- Order Honoru (2004)[2]
- Order Za Zasługi dla Ojczyzny IV Klasy (2009)[3]